# Kleinman-Bylander近似
Kleinman-Bylander近似（クレインマン・バイランダーきんじ）は、擬ポテンシャルの非局所部分の計算量をNの２乗のオーダーからNのオーダーまで減らす近似。ここでNは、平面波基底の数（通常、N2のオーダーでの計算量は扱う系が大きくなれば膨大なものになる）。Kleinman-Bylanderの分離形とも言う。
擬ポテンシャルVPS(r)は、局所部分と非局所部分とからなる。
{\displaystyle V_{\text{PS}}(r)=V_{\text{local}}+\sum _{l}|l\rangle V_{\text{non-local}}^{l}(r)\langle l|}
ここで、{\displaystyle l\,}は軌道角運動量、{\displaystyle V_{\text{local}}(r)}が局所部分、{\displaystyle V_{\text{non-local}}^{l}(r)}が非局所部分である。rは動径方向の座標。この非局所部分を次のように分離するのが、Kleinman-Bylander近似である。
{\displaystyle V_{\text{non-local}}^{l,{\text{KB}}}(r)={\frac {|V_{\text{non-local}}^{l}|\phi _{l}^{\text{PS}}\rangle \langle \phi _{l}^{\text{PS}}|V_{\text{non-local}}^{l}|}{\langle \phi _{l}^{\text{PS}}|V_{\text{non-local}}^{l}|\phi _{l}^{\text{PS}}\rangle }}}
φlPSは擬波動関数と言い、擬ポテンシャルを解くことによって得られる（擬似的な）波動関数である。上記の分離された形を使うことによって、逆格子空間で考えた非局所部分の和は、逆格子ベクトルGの数（平面波基底の数に相当）についてGとG'の二重の和が必要であったものが、Gのみの一重の和のみでよくなる。
この近似を用いた場合の問題点は、バンド計算においてゴーストバンドが生じる危険があることである。2004年現在、これを完全かつ確実に排除する確たる指導原理はない。